# Saint-Étienne-d’Albagnan
Saint-Étienne-d’Albagnan település Franciaországban, Hérault megyében. Lakosainak száma 301 fő (2022. január 1.). Saint-Étienne-d’Albagnan Berlou, Ferrières-Poussarou, Fraisse-sur-Agout, Olargues, Prémian, Riols és Saint-Vincent-d’Olargues községekkel határos.

## Népesség
A település népessége az elmúlt években az alábbi módon változott:
| Lakosok száma | 319  | 218  | 253  | 292  | 325  | 319  | 306  | 302  | 299  | 301  |
|               | 1968 | 1982 | 1990 | 2006 | 2013 | 2015 | 2017 | 2019 | 2020 | 2022 |